# Berta Karlik
Berta Karlik (Viena, 24 de janeiro de 1904 – Viena, 4 de fevereiro de 1990) foi uma especialista em física austríaca. Sua maior conquista foi a descoberta de três isótopos do elemento 85 ástato, em sua cadeia natural de desintegração. Foi a primeira mulher professora da Universidade de Viena.

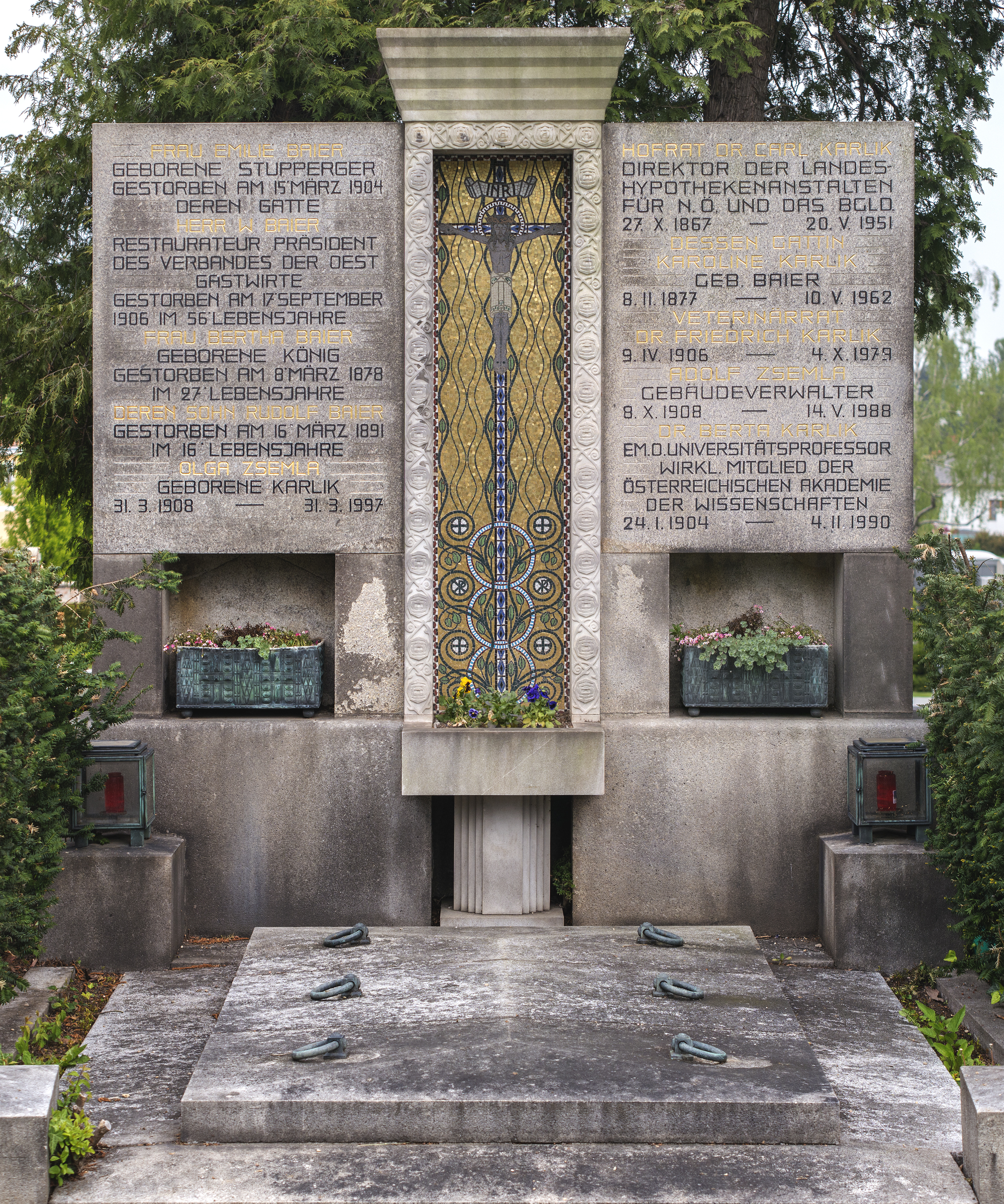
Sepultura de Berta Karlik

## Publicações
- "An Alpha-Radiation Ascribed to Element 85," S.B.Akad. Wiss. Wien, 152:Abt. IIa (Nos. 6-10) 103-110(1943), com T. Bernert.[1]
- "Element 85 in the Natural Disintegration Series," Z. Phys., 123: (Nos. 1-2) 51-72 (1944), com T. Bernert.[1]
- "Uranium Content of Seawater," Akad. Wiss. Wien, Ber, 144:2a (Nos.5-6) 217-225 (1935), com F. Hernegger.[1]